# Jasmos
Jasmos (gr. Ίασμος) – miejscowość w Grecji, w administracji zdecentralizowanej Macedonia-Tracja, w regionie Macedonia Wschodnia i Tracja, w jednostce regionalnej Rodopy. Siedziba gminy Jasmos. W 2011 roku liczyła 2586 mieszkańców.